# ムーシュ (クレーター)
ムーシュ (Mouchez) は、月の表側にある大きなクレーターであり、月の北部に位置する。アンリ兄弟の天体写真儀を使用して天体写真地図を編集したフランスの海軍将校、エルネスト・アメデ・バルテレミー・ムーシュにちなんで名づけられた。
ムーシュの西にはポンスレ、ムーシュの南西にはアナクシメネス、ムーシュの南にはフィロラオスが位置しており、ムーシュの南東にはアナクサゴラスとゴルトシュミットが位置している。また、ムーシュの東にはメイン、チャリス、スコアズビーが北から順番に並んでいる。
ムーシュの周壁は隕石の衝突などによって極めて激しく風化しており、ムーシュの東の周壁は完全に消失している。かろうじて残っているムーシュの周壁はアルファベットのCのような形状をしており、ムーシュの周壁の南端付近にはムーシュCが位置している。ムーシュの底面は平坦で水平に近く、表面にはムーシュBなど数多くの微小クレーターが存在している。
ムーシュの南の周壁の外側には弧状の尾根が隣接しており、ムーシュの北の周壁の外側にはムーシェAが隣接している。ムーシュAの底面は溶岩で覆われており、ムーシュAの周壁は北西部分に隙間がある以外はほとんど無傷である。

## 従属クレーター
ムーシュのごく近くにある小さな無名のクレーターについては、アルファベットを付加することによって識別される。
| 名称      | 月面緯度     | 月面経度     | 直径  |
| --------- | ------------ | ------------ | ----- |
| ムーシュA | 北緯 80.8 度 | 西経 29.9 度 | 51 km |
| ムーシュB | 北緯 78.2 度 | 西経 22.8 度 | 8 km  |
| ムーシュC | 北緯 77.4 度 | 西経 26.0 度 | 13 km |
| ムーシュJ | 北緯 79.4 度 | 西経 38.2 度 | 17 km |
| ムーシュL | 北緯 78.6 度 | 西経 40.3 度 | 20 km |
| ムーシュM | 北緯 80.2 度 | 西経 49.3 度 | 17 km |